# Lagodechi (distrikt)
Lagodechi (georgiska: ლაგოდეხის მუნიციპალიტეტი) är ett distrikt i Georgien. Det ligger i regionen Kachetien, i den östra delen av landet, 165 km nordost om huvudstaden Tbilisi. Antalet invånare är 41 678. Arean är 890,2 kvadratkilometer.